# Ommatius praelongus
Ommatius praelongus là một loài ruồi trong họ Asilidae. Ommatius praelongus được Scarbrough miêu tả năm 2003. Loài này phân bố ở vùng Tân nhiệt đới.